# Дияк, Иван Васильевич
}}
Иван Васильевич Дияк (род. 22 июля 1929, Цеперов) — украинский советский политик, председатель Наблюдательного Совета ПАО «Укргазпромбанк» (с 2011 г.), кандидат технических наук, член-корреспондент Академии горных наук, действительный член Нефтегазовой академии Украины, член Союза журналистов Украины, почетный профессор Ивано-Франковского национального технического университета нефти и газа, член Киевского международного энергетического клуба, один из самых авторитетных ветеранов украинских нефти . Участник ликвидации последствий аварии на Чернобыльской АЭС (1986 г.). Лауреат Премии Совета Министров СССР. Отмечен Почетной грамотой Верховной Рады Украины. Награждён орденами святого равноапостольного князя Владимира Великого II и III степеней.

## Биография
Родился 22 июля 1929 года в селе Цеперов (ныне Львовский район Львовской области).
Получил образование во Львовском политехническом институте.
С 1953 года работал на нефтедобывающих предприятиях Ивано-Франковской области.
С 1964 г. занимал должность главного инженера, а впоследствии — управляющего трестом «Прикарпатстройнефть» (г. Ивано-Франковск.
В 1972—1998 гг. являлся заместителем начальника Всесоюзного объединения «Укргазпром», вице-президентом концерна ПО «Укргазпром», заместителем председателя правления АО «Укргазпром» (г. Киев).
В 2002—2010 был главным советником председателя правления НАК «Нафтогаз Украины», генеральным секретарем Газового союза Украины, советником Президента Украины, советником Секретаря Совета национальной безопасности и обороны Украины, одним из инициаторов и членов рабочей группы по разработке Национальной программы «Нефть и газ Украины до 2010 года», программы энергетической стратегии Украины на период до 2030 года.
Под его руководством и при непосредственном участии создана инфраструктура и организовано бурение скважин в условиях многолетней мерзлоты на Уренгойском ОКС. [1] Он способствовал устройству в Украине крупнейших подземных газовых хранилищ в Европе.
Иван Васильевич более 10 лет возглавлял редакцию журнала «Нефтяная и газовая промышленность».

## Политическая деятельность
С марта 1998 г. по апрель 2002 г. — Народный депутат Украины 3-го созыва, председатель подкомитета по вопросам газовой промышленности Комитета Верховной Рады Украины по топливно-энергетическому комплексу, ядерной политике и ядерной безопасности.

## Труды
Автор 6 изобретений и 250 научных и публицистических трудов, в том числе 15 монографий.

## Звания и награды
- Орден «За заслуги» I ст. (2009) , II ст. (1999) , III ст. (1998)
- Орден Данилы Галицкого (2004)
- Орден Трудового Красного Знамени за участие в ликвидации аварии на Чернобыльской АЭС
- Орден Дружбы народов
- Заслуженный работник промышленности Украины
- Орден святого равноапостольного князя Владимира Великого II и III степени
- Лауреат Премии Совета Министров СССР